# Крим, Томас
То́мас Нейл Крим (англ. Thomas Neill Cream; 27 мая 1850 — 15 ноября 1892) — британский серийный убийца-отравитель. Действовал на территории Канады и Великобритании. Совершил около 5 убийств, среди которых одно заказное, а также предположительно беременной женщины.

## Биография
Родился 27 мая 1850 года в Глазго, но детство провёл в Канаде, недалеко от Квебека (его семья переехала туда в 1854 году). Учился в Университете МакГилла. В это время его невеста Флора Брукс забеременела, и он чуть не убил её, пытаясь сделать аборт. Родственники девушки заставили его жениться на ней. Она умерла в 1877 году, предположительно от истощения организма. Крима обвинили в причинении смерти. Чтобы скрыться от своей ещё живой невесты, Крим в 1876 году уехал на учебу в Лондон. В 1878 году он работал хирургом в Эдинбурге, но уже в 1879 году перебрался на работу в Онтарио.
В августе 1879 года Крим был обвинён в убийстве беременной Кейт Гарднер (предположительно своей бывшей любовницы). Её нашли отравленной хлороформом. Крим скрылся от полиции. Он переехал в Чикаго, где проводил тайные аборты для проституток. Уже в августе 1880 года его стали подозревать в убийстве женщины, которую он якобы оперировал. Но Криму удалось избежать судебного преследования из-за отсутствия доказательств. В декабре 1880 года умерла другая пациентка, мисс Стэк. Крим попытался шантажировать фармацевта, который выписывал ей рецепт, обвиняя того в убийстве. 14 июля 1881 года пожилой бизнесмен Дэниэл Стотт умер от отравления стрихнином, после того как Крим снабдил его лекарством от эпилепсии. Крим совершил это убийство по заказу жены Стотта, Джулии Эбби Стотт. Чтобы избежать тюрьмы, заказчица обвинила во всём Крима. Он был приговорён к пожизненному заключению.
Крим отсидел 10 лет и вышел на свободу в 1891 году. Его оправдал губернатор Джозеф В. Файфер (предположительно за деньги). Крим узнал, что его отец умер за это время (в 1887 году). Он оставил сыну большое наследство. Крим приехал в Ливерпуль, а вскоре переехал в Лондон, в маленькое местечко Ламбет, известное своей нищетой и проституцией (ныне — район Лондона). 13 октября 1891 года он встретил 19-летнюю проститутку Эллен Донуорт и предложил ей выпить. На следующий день она тяжело заболела. Она умерла 16 октября от отравления стрихнином. Крим написал следователю в отдел убийств, что знает имя отравителя и готов его сообщить за вознаграждение в 300 000 фунтов стерлингов. Также Крим написал письмо богатому англичанину Уильяму Фредерику Дэнверсу Смиту, обвинив его в убийстве, которое он сам же и совершил, потребовав при этом деньги за молчание. 21 октября умерла 20-летняя проститутка Матильда Кловер, которую отравил Крим. Её смерть полиция сочла последствием алкоголизма, от которого девушка страдала долгое время. 2 апреля 1892 года Крим попытался отравить Лу Харви, которая сделала вид, что проглотила выданные им таблетки, а затем незаметно выбросила в Темзу. А ещё через 9 дней он отравил сразу двух девушек, которые умерли в страшных болях.

## Арест, суд и казнь
Скотланд-Ярд взял подозрительного доктора под наблюдение. 13 июля 1892 года Крим был обвинён в убийстве Матильды Кловер. Процесс по обвинению длился 4 дня, с 17 по 21 октября. Крим был признан виновным и приговорён к повешению. 15 ноября 1892 года Крим был повешен. Его палачом был знаменитый Джеймс Биллингтон. Биллингтон утверждал, что Крим по дороге на эшафот сказал: «Я Джек…» (англ. I am Jack The…). Некоторые считают, что Крим тем самым пытался сказать, что он является Джеком-потрошителем, совершавшим свои убийства в 1888 году. Тем не менее, доказано, что в 1888 году Крим находился в тюрьме.